# Момчетата от „Златен лъв“
„Момчетата от „Златен лъв““ е български 4-сериен телевизионен игрален филм (фантастичен, приключенски) от 1978 година на режисьора Любен Морчев, по сценарий на Милан Миланов и Симеон Попов. Оператор е Константин Джидров. Музиката във филма е композирана от Найден Андреев.

## Серии
- 1. серия – „Дневникът“ – 24 минути
- 2. серия – „Законът на Архимед“ – 30 минути
- 3. серия – „Херлок Шолмс“ – 27 минути
- 4. серия – „Истината“ – 25 минути [1].

## Актьорски състав
| Роля                            | Изпълнител           |
| ------------------------------- | -------------------- |
| професор Дилов                  | Иван Кондов          |
| слепият / детектив Херлок Шолмс | Георги Парцалев      |
| художникът                      | Светослав Пеев       |
| фотографът                      | Климент Денчев       |
| бащата                          | Васил Михайлов       |
| малката Асенка                  | Десислава Никодимова |
| дете                            | Георги Милковски     |
| дете                            | Любомир Морчев       |
|                                 | Константин Пармаков  |
|                                 | Асен Коцев           |